# Legiezy
Legiezy (biał. Лягезы; ros. Легезы) – wieś na Białorusi, w obwodzie mińskim, w rejonie wołożyńskim, w sielsowiecie Raków.

## Historia
W czasach zaborów wieś w gminie Raków, w powiecie mińskim, w guberni mińskiej Imperium Rosyjskiego. W 1866 należała do dóbr Krzywicze, własność Górskich. 
W latach 1921–1945 wieś leżała w Polsce, w województwie wileńskim, w powiecie stołpeckim, a od 1927 w powiecie mołodeckim, w gminie Raków.
Według Powszechnego Spisu Ludności z 1921 roku zamieszkiwało tu 109 osób, 12 było wyznania rzymskokatolickiego a 97 prawosławnego. Jednocześnie 1 mieszkaniec zadeklarował polską a 108 białoruską przynależność narodową. Było tu 18 budynków mieszkalnych. W 1931 w 16 domach zamieszkiwało 112 osób.
Wierni należeli do parafii rzymskokatolickiej w Rakowie i prawosławnej w Krzywiczach. Miejscowość podlegała pod Sąd Grodzki w Rakowie i Okręgowy w Wilnie; właściwy urząd pocztowy mieścił się w Rakowie.